# Sicario - Ultimo incarico
Sicario - Ultimo incarico (The Virtuoso) è un film del 2021 diretto da Nick Stagliano.

## Trama
Un giorno un sicario chiamato "il virtuoso" riceve dal suo mentore l'incarico di rintracciare e uccidere un assassino con cui ha ancora un conto in sospeso. L'unica informazione che il killer riceve è l'ora e il luogo in cui trovare l'assassino, ore 17:00 in un ristorante di una squallida città e lì dovrà scoprire la persona da uccidere.

## Produzione
Le riprese principali sono iniziate nel gennaio 2019 e si sono concluse nell'aprile dello stesso anno; si sono svolte a Santa Ynez, in California e a Scranton, in Pennsylvania.

## Promozione
Il trailer è stato pubblicato il 24 marzo 2021.

## Distribuzione
Nel marzo 2021 la Lionsgate ha acquisito i diritti di distribuzione del film nel Nord America e nel Regno Unito. La pellicola è uscita in alcune sale cinematografiche e sulle piattaforme di streaming il 30 aprile 2021, mentre il 4 maggio seguente è stata distribuita in DVD e Blu-ray.

## Accoglienza

### Critica
Sull'aggregatore di recensioni Rotten Tomatoes il film ottiene il 19% delle recensioni professionali positive, con un voto medio di 4,3 su 10 basato su 42 critiche, mentre su Metacritic ha un punteggio di 24 su 100 basato su 7 recensioni.